# Jean-Paul Jaeger
Pour les articles homonymes, voir De Jager ou De Jaeger et Jaeger.
Jean-Paul, Maurice Jaeger, né le 6 septembre 1944 à Nancy en Meurthe-et-Moselle, a été ordonné prêtre le 6 avril 1974 pour le diocèse de Lille.
Nommé évêque coadjuteur du diocèse de Nancy-Toul le 11 avril 1991, il a été consacré le 2 juin suivant, avant d'en devenir l'évêque en titre le 30 novembre de la même année.
Du 12 août 1998 au 4 septembre 2020, il est évêque d'Arras, Boulogne et Saint-Omer, succédant à Henri Derouet. Olivier Leborgne lui succède.

## Biographie

### Formation
Après des études secondaires au petit séminaire d’Hazebrouck, il est entré au séminaire diocésain de Lille et a obtenu une licence en philosophie à la faculté catholique et université d’État de Lille et une licence de théologie à la faculté de théologie de Lille.

### Principaux ministères
Son ministère presbytéral a été principalement consacré à l'enseignement. En effet, il a été successivement enseignant au collège Saint-Jacques de Hazebrouck (1974-1980), dont deux années comme professeur de philosophie, et responsable du cycle « Lycée », puis directeur du LEP « Fondation Depoorter » à Hazebrouck (1980-1981), supérieur du lycée privé Jean-XXIII à Roubaix (1981-1986) et enfin supérieur du séminaire interdiocésain de Lille (1986-1991).
Nommé coadjuteur de Nancy et Toul le 11 avril 1991, par le pape Jean-Paul II,  il en est devenu l'évêque le 30 novembre 1991, avant d'être nommé au siège d’Arras, Boulogne et Saint-Omer le 12 août 1998.
Au sein de la conférence des évêques de France, il a été membre de la Commission sociale de 1992 à 1993, président de la Commission, puis du comité épiscopal de la Mission en milieux indépendants en 1993, président de la Commission épiscopale des Mouvements apostoliques et des Associations de fidèles en 1994. À partir de novembre 2000, il préside le comité épiscopal Éducation, Vie et Foi des jeunes, et le comité épiscopal du Monde scolaire et universitaire.

## Prises de position

### Sur le port du voile à l'école
Comme président du comité épiscopal sur l'éducation, Jean-Paul Jaeger a été auditionné le 14 octobre 2003 par la Mission d’information de l’Assemblée nationale française sur la question du port des signes religieux à l’école, représentant ainsi la conférence épiscopale française. Il a ainsi apporté une position ouverte et nuancée sur cette question très sensible et a clarifié la position de l'Église de France vis-à-vis de la laïcité. Il s'est également prononcé en faveur de l'enseignement du fait religieux à l'école.

### Sur la situation des migrants
Le 20 décembre 2005, il a interpellé le ministre de l'Intérieur de l'époque, Nicolas Sarkozy, sur la situation des migrants qui errent dans la région de Calais dans l'espoir de gagner le Royaume-Uni.

### À propos des licenciements dans la région Nord-Pas-de-Calais
En 2003, il publie un cri du cœur à la suite des vagues de licenciements qui ont secoué le Pas-de-Calais. Au-delà des statistiques, il insiste sur les multiples drames individuels que cela génère et affirme que l'Église est solidaire de tous ceux qui vivent cette épreuve et rejoint ceux qui se mobilisent.

### À propos de Williamson
Dans un texte nuancé publié sur le site de son diocèse, il revient sur la levée de l'excommunication par Benoît XVI sur quatre évêques ordonnés par Lefebvre, dont Richard Williamson qui a tenu publiquement des propos négationnistes, que Jaeger qualifie d'« outrageants », dans la même période. Il explique en particulier qu'il faut comprendre les « subtilités » du droit canon : la levée de l'excommunication ne vaut pas réintégration, mais en ouvre simplement le chemin.

### À la suite de la profanation de tombes musulmanes
À la suite de la profanation de 148 tombes musulmanes du cimetière militaire Notre-Dame-de-Lorette, près d'Arras, dans la nuit du 5 au 6 avril 2008, il s'est vivement indigné, rappelant que ce cimetière « doit appeler à la dignité et à la fraternité puisque sont enterrés là des hommes de différentes origines, et notamment de différentes religions, qui ont versé leur sang pour les mêmes combats, pour la même liberté, pour les mêmes valeurs et tous ont droit au même repos »[réf. nécessaire].